# NHK針田ラジオ放送所

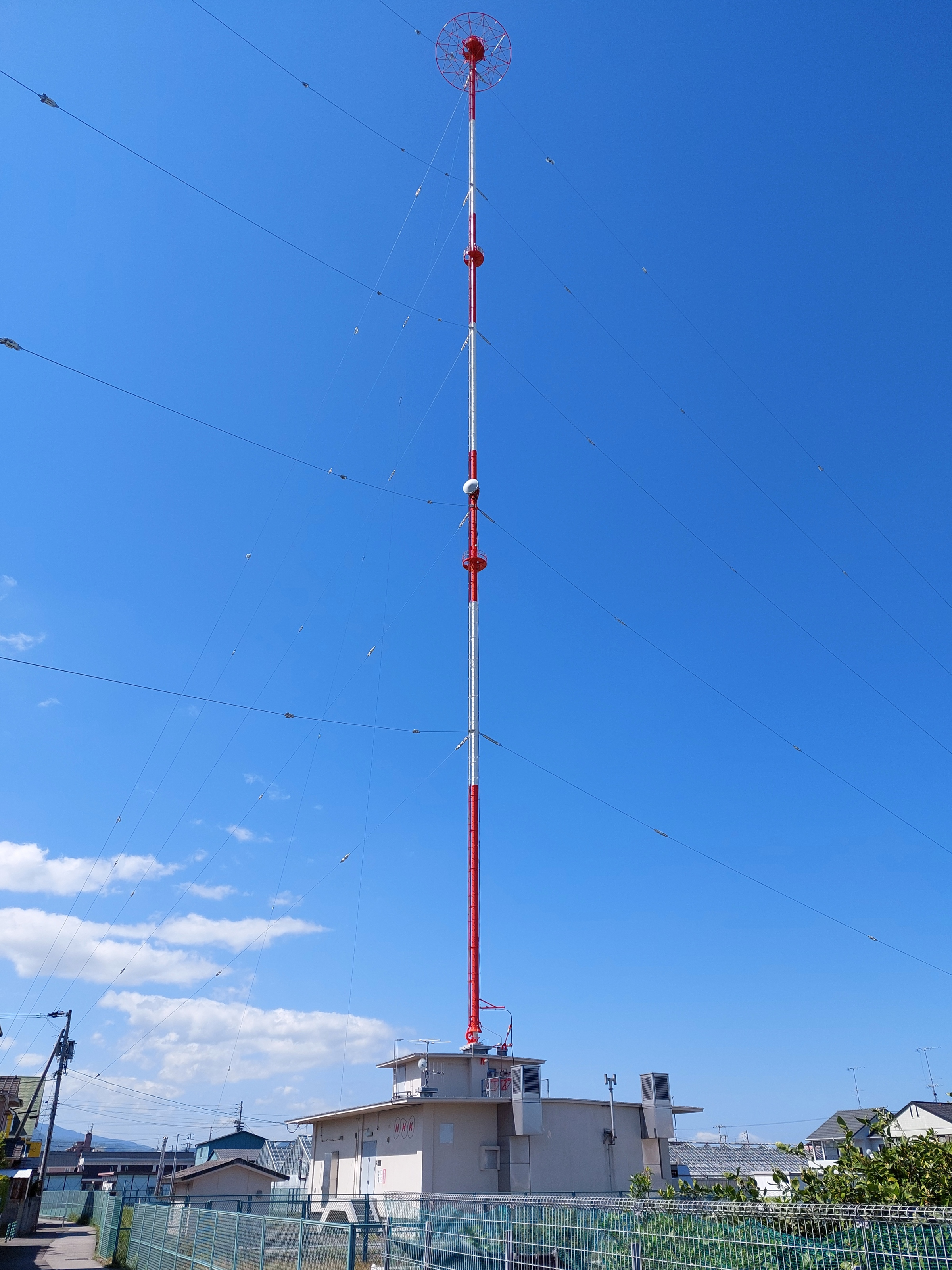
NHK針田ラジオ放送所

NHK針田ラジオ放送所（エヌエイチケイはりたラジオほうそうじょ）は愛媛県松山市針田町に設置しているNHK松山放送局ラジオ第1放送及びラジオ第2放送の親局送信所。

## 放送区域
中予地方や周辺地域へ電波を発射している。

## 歴史
- 1941年（昭和16年）3月9日 - 中波放送開始（現在のラジオ第1放送、呼出符号（コールサイン）：JOVG）。
- 1946年（昭和21年）9月1日 - ラジオ第2放送開始（呼出符号：JOVG）。
- 1948年（昭和23年）7月1日 - コールサイン変更。ラジオ第1放送：JOVG→JOZK、第2放送：→JOZBに変更。

## 施設
- 所在地：愛媛県松山市針田町字柿木106番地

※海抜10m、延床面積234m2。空中線地上高は109.8m。

## AMラジオ放送送信設備
| 周波数（kHz） | 放送局名   | コールサイン | 空中線電力 | 放送対象地域 | 放送区域内世帯数 |
| ------------- | ---------- | ------------ | ---------- | ------------ | ---------------- |
| 963           | NHK松山第1 | JOZK         | 5kW        | 愛媛県       | 約68万世帯       |
| 1512          | NHK松山第2 | JOZB         | D5kW       | 全国         | 約68万世帯       |

- 法令上の放送エリアは愛媛県であるが、実際には周辺地域の県でも受信可能。
- ラジオ第1減力放送時の空中線電力は1kW